# Uromys vika
Chuột khổng lồ Vangunu (Danh pháp khoa học: Uromys vika), tên địa phương thường gọi là Chuột Vika là một loài động vật gặm nhấm trong họ chuột Muridae. Chúng được khám phá vào năm 2015 tại đảo Vangunu trên quần đảo Solomon, các nhà nghiên cứu mới chỉ tìm thấy một con chuột và nó chết một thời gian ngắn sau khi bị bắt. Đây là con chuột đầu tiên được phát hiện trong vòng 80 năm qua từ quần đảo Solomons. 

## Đặc điểm
Chúng là một trong những loài chuột lớn nhất thế giới được cho là có thể cắn vỡ vỏ quả dừa bằng răng, chúng dài nửa mét và nặng một kilogram. Chúng cư ngụ ở độ cao khoảng 10m trên những thân cây tại quần đảo Solomon ở nam Thái Bình Dương. Con vật này dài gấp 4 lần loài chuột đen ở Anh. Loài chuột mới Uromys vika khá đặc biệt, chúng là một loài chuột to lớn. Con chuột bị bắt có bộ lông màu nâu, bàn chân sau rộng và móng vuốt cong, dài 47 cm tính từ mũi tới đuôi.
Chiếc đuôi trụi lông của nó dài ngang cơ thể. Nó sống trên cây kapuchu ở đảo Vangunu. Các nhà nghiên cứu đã nghi ngờ về sự tồn tại của loài chuột này ít nhất hai thập kỷ và những người dân đảo thường lưu truyền câu chuyện chúng có thể tách đôi vỏ quả dừa. Tuy câu chuyện chưa được xác nhận, có bằng chứng cho thấy con chuột có thể chui vào trong một loại quả có vỏ rất dày khác tên là ngali bằng cách cắn những lỗ nhỏ hình tròn.